# 잉글랜드 왕정복고

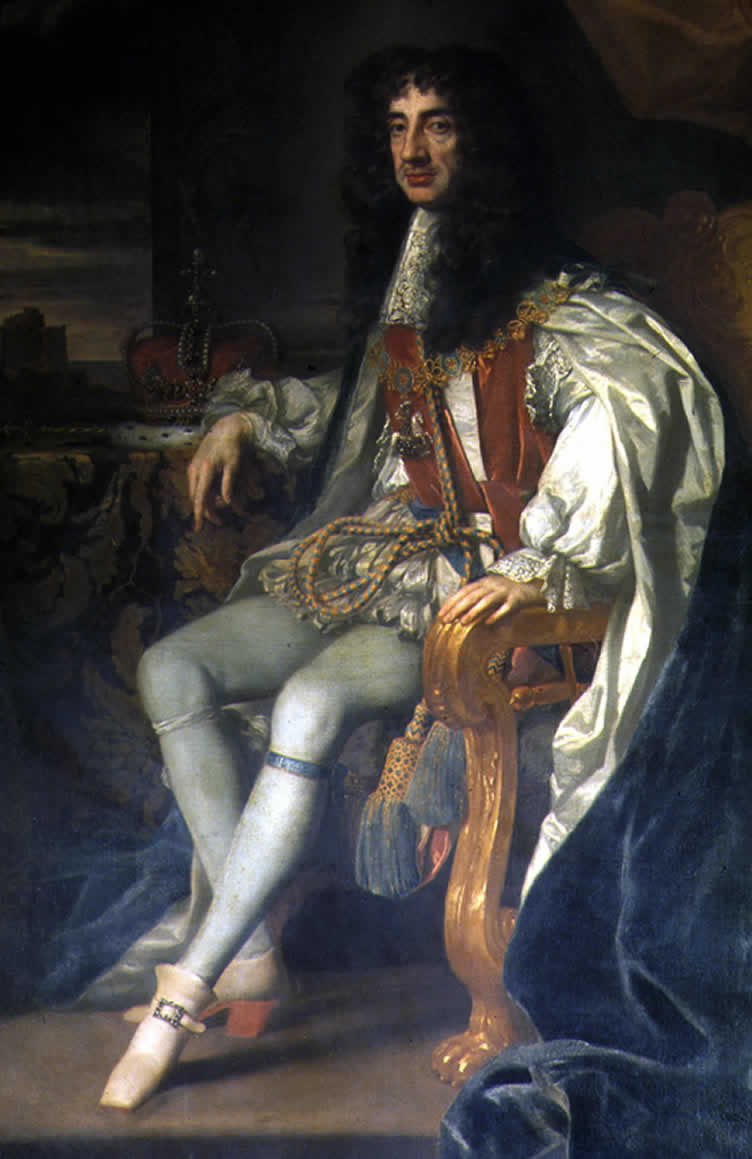
찰스 2세

잉글랜드 왕정복고(王政復古, 영어: Restoration)는 청교도 혁명에 의한 공화제(잉글랜드 연방)가 끝나고 1660년 잉글랜드의 찰스 2세가 의회의 지지를 얻어 왕위에 올라 군주제를 부활시킨 일을 말한다. 그 이후 명예혁명에 이르기까지의 시기를 가리킬 때도 있다.

## 개요
복고란 곧 혁명 전의 사회질서로 되돌아가는 것을 의미하는 것은 아니다. 이를테면 국가 재산과 조세는 의회가 관장하며, 왕실 재정도 의회에서 결정하고, 왕은 상비군 소유권·칙령 발포권·경찰권·재판 간섭권을 상실하며, 관리는 의회가 책임지게 되었다. 또한 영국 국교회도 과거의 독립된 권력을 회복하지 못하였으며, 국가와 교회가 분리되고 교회의 의회에 대한 의존이 결정되었다.
그러나 국왕과 함께 왕당파 귀족이 귀국하여 의회에서 다수를 점하게 됨에 따라 보수정치로 역행하였다. 그리고 혁명시대에 왕실이나 국교회가 상실하였던 토지의 무상반환, 혁명파의 단죄, 국교회 재건, 국교회 기도서의 부활, 가톨릭교도의 신앙의 자유 등을 인정하게 되었다. 그러나 청교도 혁명을 거침으로써 영국에 도입된 자본주의를 자유롭게 발전시킬수 있는 사회와 정치기구는 봉건적인 구조로 되돌아가지는 않았다. 왕정복고로 토지를 되찾은 사람들도 그 토지로부터의 봉건적인 수입만으로는 생활할 수가 없게 되어, 그들의 토지의 대부분이 1688년에 이르기까지에는 저당잡히거나 전매되었다. 또한 산업이나 상업·무역의 독점 및 이에 대한 왕실의 지배도 부활되지 않았다.

## 찰스 2세의 복귀
1642년에 영국에서 청교도 혁명이 일어났다. 혁명 지도자 올리버 크롬웰은 1649년에 찰스 1세를 처형하고 왕정을 폐지했다. 의회파는 크롬웰을 호국경으로 만들었지만, 사후에 호국경을 계승한 그의 아들 리처드 크롬웰은 정치력이 없었고, 스스로 사임을 요청했다. 또한 국민 전체가 청교도로 좋게 말하면 순수하고, 나쁘게 말하면 독선적인 행동에 진저리가 나 있었다. 따라서 의회는 찰스 1세의 아들 찰스 2세에게 왕권을 반환했고, 1660년에 스튜어트 왕조가 부활했다.

## 같이 보기
- 왕정복고
- 왕정복고 (스코틀랜드)
- 왕정복고 (아일랜드)